# Gaafu Alif atoll
Gaafu Alif atoll  är en administrativ atoll i Maldiverna. Den ligger i den södra delen av landet, den administrativa centralorten  Vilingili ligger 380 km söder om huvudstaden Malé. Antalet invånare vid folkräkningen 2014 var 9 221.
Den består av den norra delen av Huvadhuatollen och har 87 öar, varav nio är bebodda: Dhaandhoo, Dhevvadhoo, Gemanafushi, Kanduhulhudhoo, Kolamaafushi , Kondey, Maamendhoo, Nilandhoo och Vilingili.